# 保拉·拉米雷斯之死
保拉·拉米雷斯（西班牙語：Paola Andreína Ramírez Gómez，1993年7月26日—2017年4月19日）是委内瑞拉塔奇拉天主教大学的一名学生，在2017年委內瑞拉示威期间遇害。

## 遇害

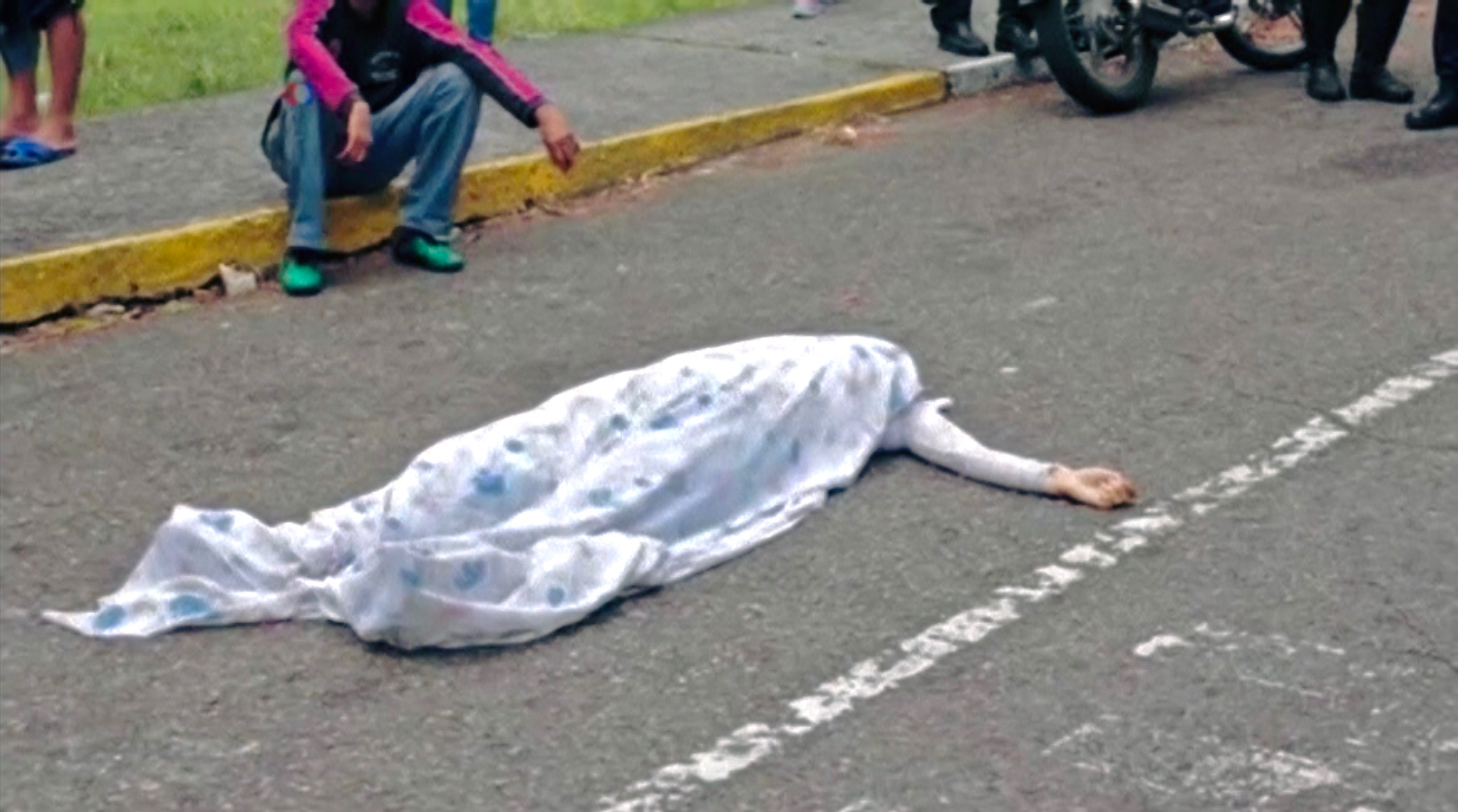

2017年4月19日，拉米雷斯正在塔奇拉州圣克里斯托瓦尔圣卡洛斯街区的拉斯帕洛马斯广场附近参加示威，被几名骑着摩托车的民兵（也称为colectivos）拦截，这些民兵正在该地区巡逻，因为该地区正有示威活动。他们试图抢劫拉米雷斯的财物。拉米尼斯赶走了他们并逃跑了。袭击者追赶她并向她的胸部开枪，刺穿了她的肺部；她不久后失血过多死亡。
4月21日，在她的葬礼上，她的父母被CICPC法医警察带走并接受审问，因为他们说，她在死前几分钟曾给他们打过电话，说有警察在追捕她。他们的证词与内政部长内斯托·雷韦罗尔 的声明形成了鲜明对比，后者称一名反对党成员杀害了拉米雷斯。
美洲国家组织独立专家小组的一份报告记录了拉米雷斯的死亡，认为其与抗议期间发生的其他杀戮事件一起，可能构成委内瑞拉警察犯下的反人类罪 。